# Linda Bassett
Linda Bassett (Pluckley, 4 febbraio 1950) è un'attrice britannica.

## Biografia
Nonostante abbia lavorato, soprattutto nei primi anni, in televisione e in diverse parti al cinema negli anni della sua carriera, nella natìa Inghilterra è soprattutto nota per la sua carriera teatrale. Il suo ruolo più famoso è quello di Ella Khan nel film del 1999 East is East, ruolo che aveva ricoperto precedentemente a teatro con lo stesso partner recitativo del film Om Puri. La sua interpretazione le ha valso una candidatura al BAFTA come miglior attrice protagonista.
Ha preso parte in ruoli secondari a diverse pellicole inglesi di successo come Kinky Boots - Decisamente diversi, Calendar Girls e The Reader - A voce alta. 
Ha interpretato Mrs. Jennings in Ragione e sentimento nella miniserie televisiva britannica della BBC del 2008. Dal 2015 veste i panni dell'infermiera Phyllis Crane nella serie L'amore e la vita - Call the Midwife.

## Filmografia parziale

### Cinema
- Paris by Night, regia di David Hare (1988)
- Mary Reilly, regia di Stephen Frears (1996)
- East Is East,  regia di Damien O'Donnell (1999)
- Beautiful People, regia di Jasmin Dizdar (1999)
- The Hours, regia di Stephen Daldry (2002)
- Calendar Girls, regia di Nigel Cole (2003)
- Kinky Boots - Decisamente diversi (Kinky Boots), regia di Julian Jarrold (2005)
- Un giorno per sbaglio (Separate Lies), regia di Julian Fellowes (2005)
- The Reader - A voce alta (The Reader), regia di Stephen Daldry (2008)
- L'imprevedibile viaggio di Harold Fry (The Unlikely Pilgrimage of Harold Fry), regia di Hettie Macdonald (2023)

### Televisione
- L'ispettore Barnaby (Midsomer Murders) – serie TV, episodio 10x02 (2007)
- Ragione e sentimento (Sense and Sensibility) – miniserie TV (2008)
- Lark Rise to Candleford – serie TV, 40 episodi (2008-2011)
- Grandma's House – serie TV, 12 episodi (2010-2012)
- L'amore e la vita - Call the Midwife (Call the Midwife) – serie TV (2015-in corso)
- Strike – serie TV, 3 episodi (2022)

## Doppiatrici italiane
Nelle versioni in italiano delle opere in cui ha recitato, Linda Bassett è stata doppiata da:
- Marzia Ubaldi in Calendar Girls, Un giorno per sbaglio
- Angiola Baggi in East Is East
- Sonia Scotti in The Hours
- Paola Giannetti in Kinky Boots - Decisamente diversi
- Lorenza Biella in Ragione e sentimento
- Aurora Cancian in L'amore e la vita - Call the Midwife
- Antonella Giannini in Strike